# Rue d'Aguesseau (Nantes)
Pour les articles homonymes, voir Rue d'Aguesseau.
La rue d'Aguesseau est une voie de Nantes, en France.

## Situation et accès
Située dans le centre-ville de Nantes, la rue d'Aguesseau, qui relie la rue des Pénitentes (à l'intersection avec la rue Saint-Jean) à la place Roger-Salengro (où se trouve l'hôtel de préfecture de la Loire-Atlantique), est bitumée et ouverte à la circulation automobile. Elle rencontre, à son extrémité est, la rue du Refuge.

## Origine du nom
Elle rend hommage à Henri François d'Aguesseau (1668-1751), magistrat français, ministre sous la Régence et sous Louis XV.

## Historique
Les Cordeliers s'installent à Nantes au XIIIe siècle, avant 1253. Le terrain sur lequel ils commencent la construction de leur couvent est à l'origine seulement occupé, au sud, par une chapelle (sans doute appelée chapelle Saint-Michel), édifiée en 1232 par l'évêque Henri Ier. Celle-ci est construite en appui sur une partie de l'enceinte gallo-romaine, qui a perdu à cet endroit sa vocation défensive, puisque Pierre Mauclerc a fait édifier peu de temps auparavant une nouvelle muraille, passant plus à l'est et au nord, le long de l'Erdre. La zone ou se trouve l'actuelle rue d'Aguesseau se situe au nord est du terrain occupé par le couvent, et donc dans la partie intra-muros depuis le XIIIe siècle.
À la fin du XVIIIe siècle, l'établissement est sous la pression des opérations d'urbanisme menées par les architectes Jean-Baptiste Ceineray puis Mathurin Crucy. La création de la « place du Département »
(devenue depuis place Roger-Salengro), puis celle de la « rue Royale » (rue du Roi-Albert), se fait en rognant sur les jardins au nord est de la propriété des Cordeliers. Et un plan dressé par l'ingénieur Recommencé et validé par Mathurin Crucy en 1785 prévoit la percée d'une nouvelle rue entre la « place du Département » et la « rue des Cordeliers » (ancienne). La « rue Saint-François », qui nécessite la destruction de bâtiments, est ouverte en 1786.
La voie est d'abord appelée « rue Saint-François », puis, en 1791, « rue Aguesseau ». Les religieux sont chassés du couvent en 1791, lors de la Révolution française et L'établissement est peu à peu démantelé. La partie nord est totalement reconstruite. Fondée en 1817 par les Frères des Écoles Chrétiennes, l'école privée Saint-Pierre s'installe rue du Marais, puis place Saint-Vincent, avant d'occuper l'hôtel Rosmadec jusqu'en 1926, année au cours de laquelle ce bâtiment devient une partie de l'hôtel de ville, tandis que l'école est transférée rue du Refuge, dans l'ancien couvent des Cordeliers. Ses locaux sont longés, au nord-ouest, par la rue d'Aguesseau.
Lors de la Seconde Guerre mondiale, la voie est durement touchée, le 15 juin 1944, au cours du bombardement effectué par l'aviation américaine, qui provoque la mort d'au moins neuf personnes,.